# Доминик Гизин
Доминик Гизин бивша је швајцарска алпска скијашица. Такмичила се углавном у брзинским дисциплинама и суперкомбинацији. У Светском купу је остварила три победе. На Зимским олимпијским играма 2014. у Сочију освојила је златну медаљу у спусту.

## Биографија
У такмичењима која организује ФИС је дебитовала у јануару 2001. Услед бројних повреда као и обавеза у школи није могла да се озбиљније такмичи све до 2005. а планирала је да буде и пилот у швајцарском ратном ваздухопловству, за шта је положила пријемни испит, међутим повреде су је омеле у томе.
Прве веће успеха остварила је у фебруару 2005. освајањем четвртог места на Јуниорском првенству света у Бардонекији. У Светском купу је дебитовала 2. децембра 2005. у Лејк Луизу у Канади, где је остала без пласмана јер није успела да заврши трку, и тешко се повредила.
Такмичењима се вратила наредне сезоне остваривши неколико солидних резултата, укључујући и друго место у Цаухензеу 13. јануара 2007. Крајем исте сезоне Доминик Гизин се поново повредила. У сезони 2007/08. остварила је веома слабе резултате а најбољи пласман јој је било девето место у спусту у Сестријереу.
У сезони 2008/09. је остварила своју прву победу у Светском купу. Победила је 18. јануара 2009. у спусту у Цаухензеу, а шест дана касније победила је и у спусту који је вожен у Кортини д'Ампецо. На Светском првенству 2009. у Вал д'Изеру је остала без пласмана у спусту.
Током наредних сезона је имала такође великих проблема са повредама а на Олимпијским играма 2010. у Ванкуверу је чак задобила и потрес мозга приликом пада у спусту. Једину победу у супервелеслалому је остварила 7. марта у 2010. у Кран Монтани.

## Победе у Светском купу
| Датум            | Место            | Дисциплина      |
| ---------------- | ---------------- | --------------- |
| 18. јануар 2009. | Цаухензе         | спуст           |
| 24. јануар 2009. | Кортина д'Ампецо | спуст           |
| 7. март 2010.    | Кран Монтана     | супервелеслалом |

## Пласмани у Светском купу
| Сезона    | Сезона    | Укупно  | Укупно | Спуст   | Спуст  | Супервелеслалом | Супервелеслалом | Велеслалом | Велеслалом | Слалом  | Слалом | Комбинација | Комбинација |
| --------- | --------- | ------- | ------ | ------- | ------ | --------------- | --------------- | ---------- | ---------- | ------- | ------ | ----------- | ----------- |
| Сезона    | Сезона    | Пласман | Бодови | Пласман | Бодови | Пласман         | Бодови          | Пласман    | Бодови     | Пласман | Бодови | Пласман     | Бодови      |
| 2006/07.. | 2006/07.. | 34      | 219    | 10      | 210    | -               | -               | -          | -          | -       | -      | 38          | 9           |
| 2007/08.. | 2007/08.. | 47      | 125    | 26      | 96     | 44              | 6               | -          | -          | -       | -      | 25          | 23          |
| 2008/09.. | 2008/09.. | 21      | 335    | 4       | 291    | 44              | 13              | -          | -          | -       | -      | 19          | 31          |
| 2009/10.. | 2009/10.. | 24      | 271    | 14      | 117    | 12              | 140             | -          | -          | -       | -      | 28          | 14          |
| 2010/11.. | 2010/11.. | 17      | 434    | 9       | 180    | 6               | 177             | -          | -          | -       | -      | 11          | 62          |
| 2011/12.. | 2011/12.. | 25.     | 297    | 12.     | 84     | 53.             | 31              | -          | -          | -       | -      | -           | -           |
| 2012/13.. | 2012/13.. | 15.     | 435    | 19.     | 127    | 15.             | 99              | 10.        | 190        | 54.     | 1      | 24.         | 18          |
| 2013/14.. | 2013/14.. | 11.     | 523    | 9.      | 234    | 12.             | 122             | 15.        | 149        | -       | -      | 14.         | 18          |
| 2014/15.. | 2014/15.. | 16.     | 372    | 16.     | 149    | 14.             | 117             | 23.        | 66         | -       | -      | 6.          | 40          |